# Intoshia
Intoshia is een geslacht in de taxonomische indeling van de Orthonectida. Deze minuscule parasieten hebben geen weefsels of organen en bestaan uit slechts enkele tientallen cellen.
Het organisme behoort tot de familie Rhopaluridae. Intoshia werd in 1877 beschreven door Giard.